# Krauss-Maffei
Krauss-Maffei Wegmann GmbH & Co. KG é um fabricante de veículos militares, com sede em Munique, Alemanha. A companhia produz vários tipos de equipamento, bem como locomotivas ferroviárias, tanques de guerra, artilharia auto propulsada e outros veículos armados.

## Imagens

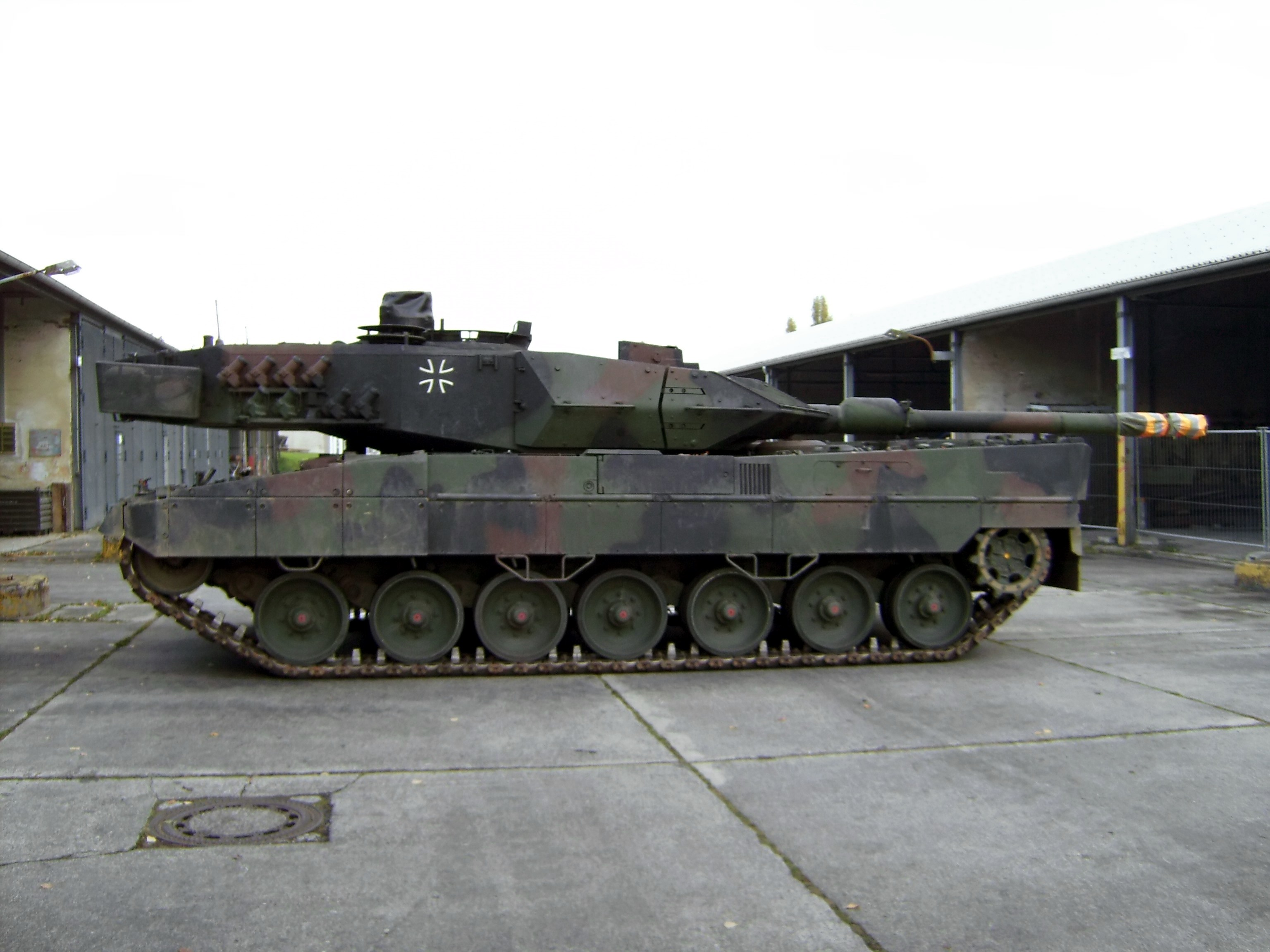
Leopard 2A6M
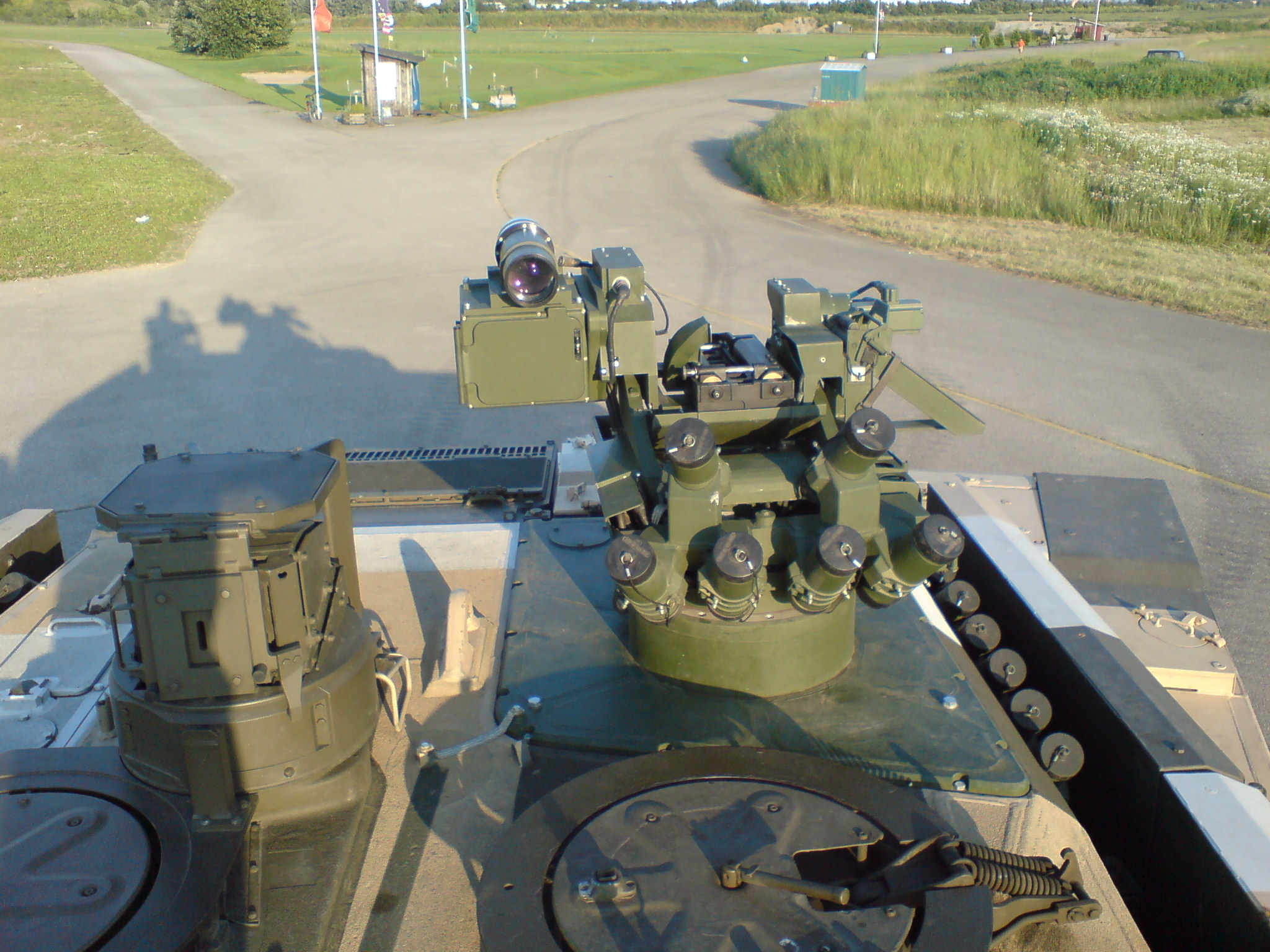
FLW 200 remote weapon station
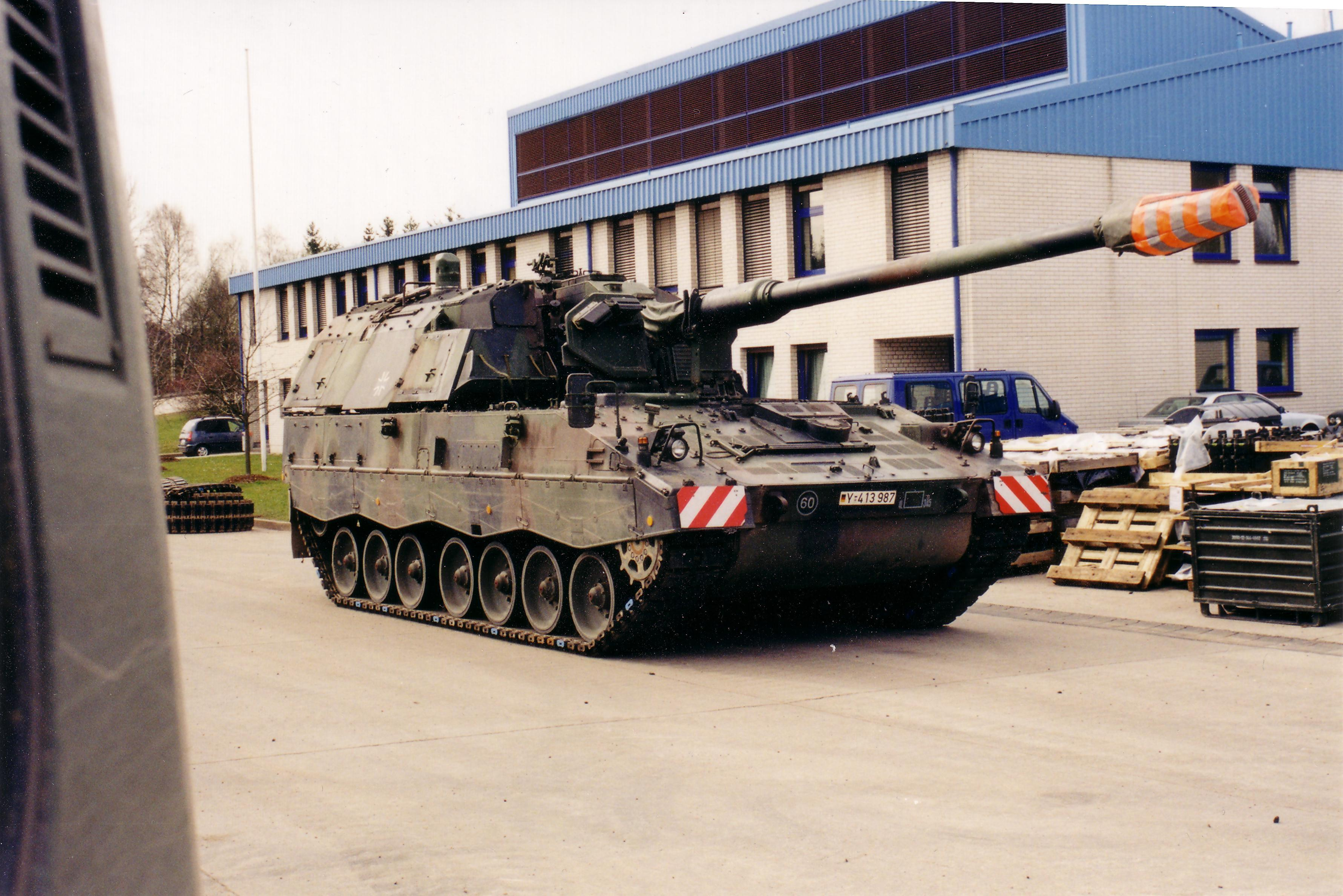
PzH 2000 do Exército da Alemanha
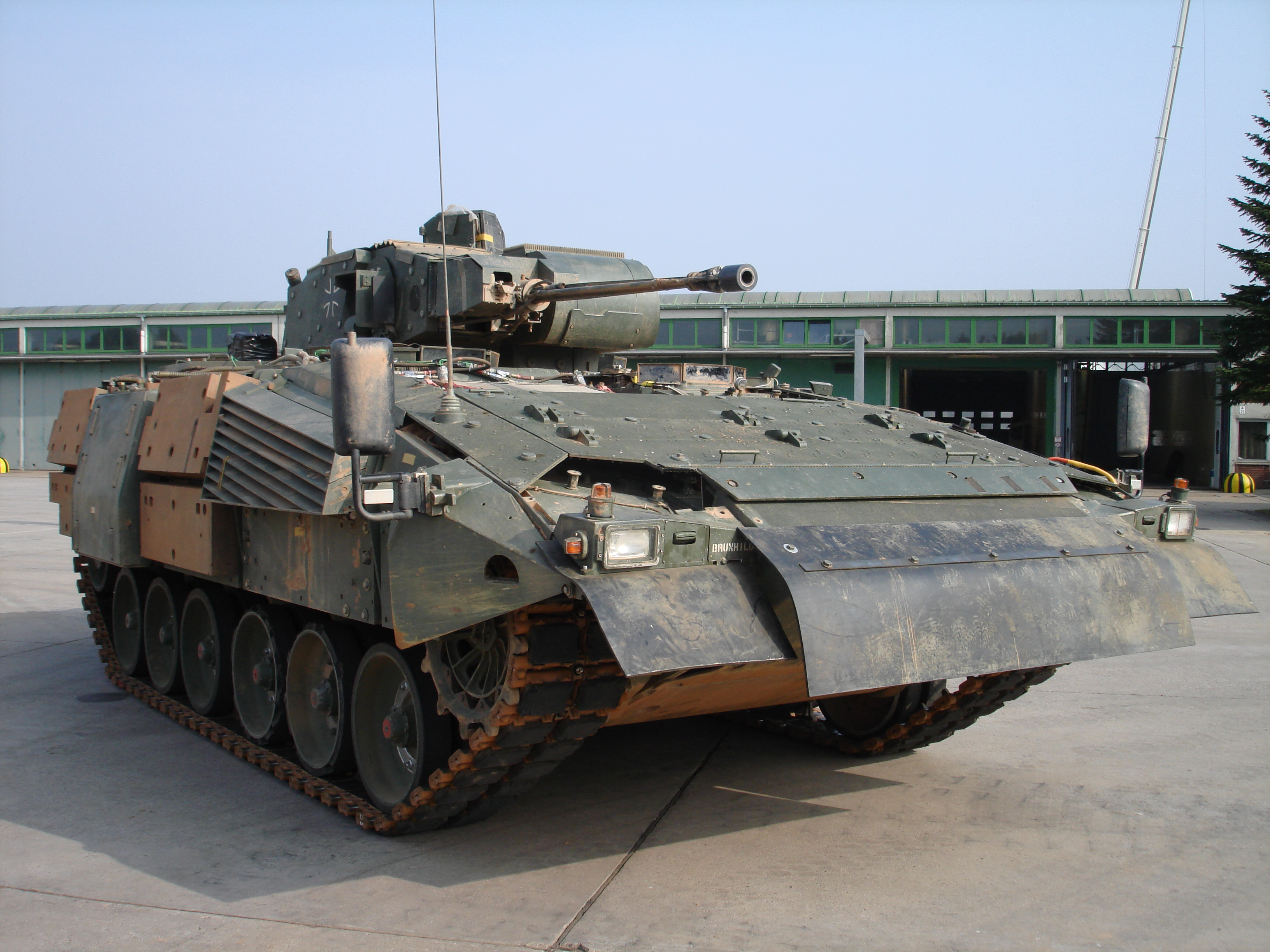
Puma
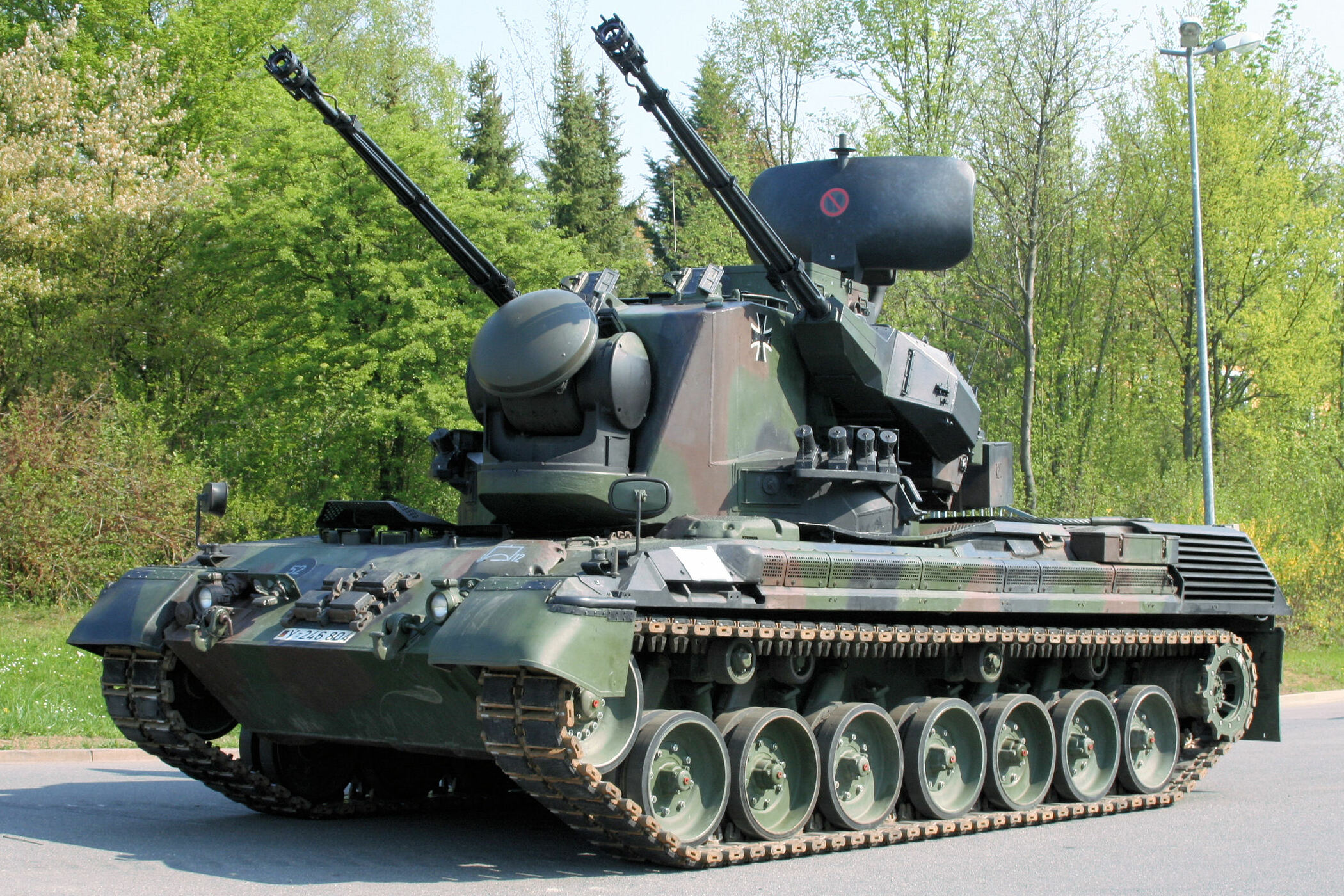
Gepard
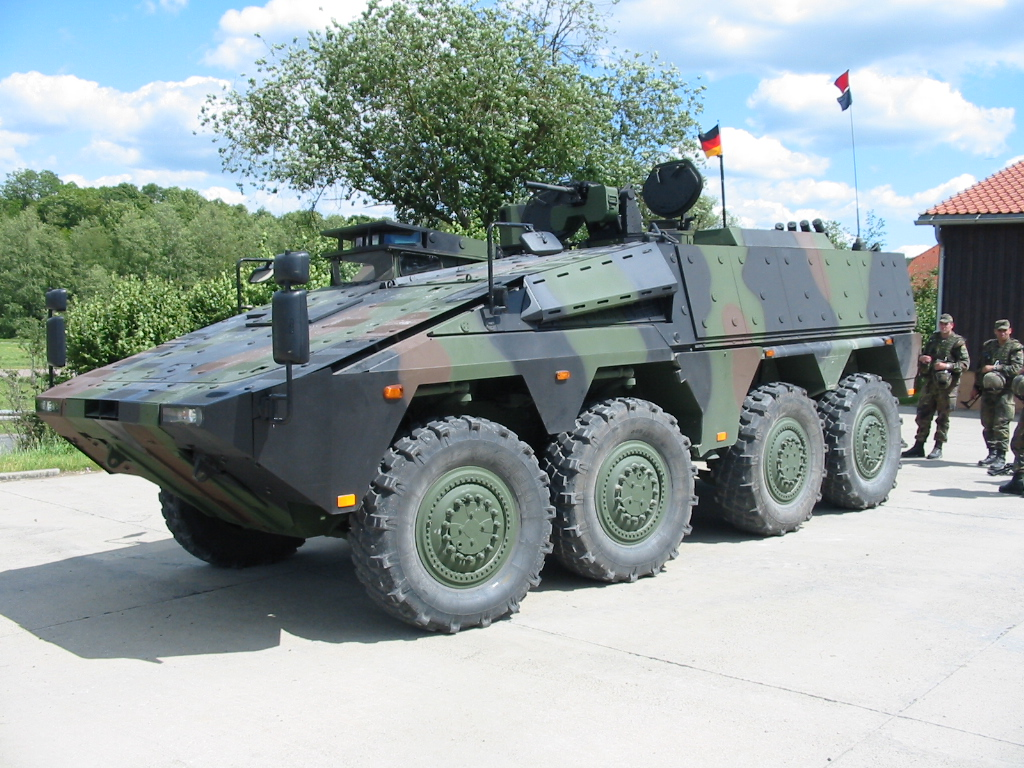
Boxer MRAV
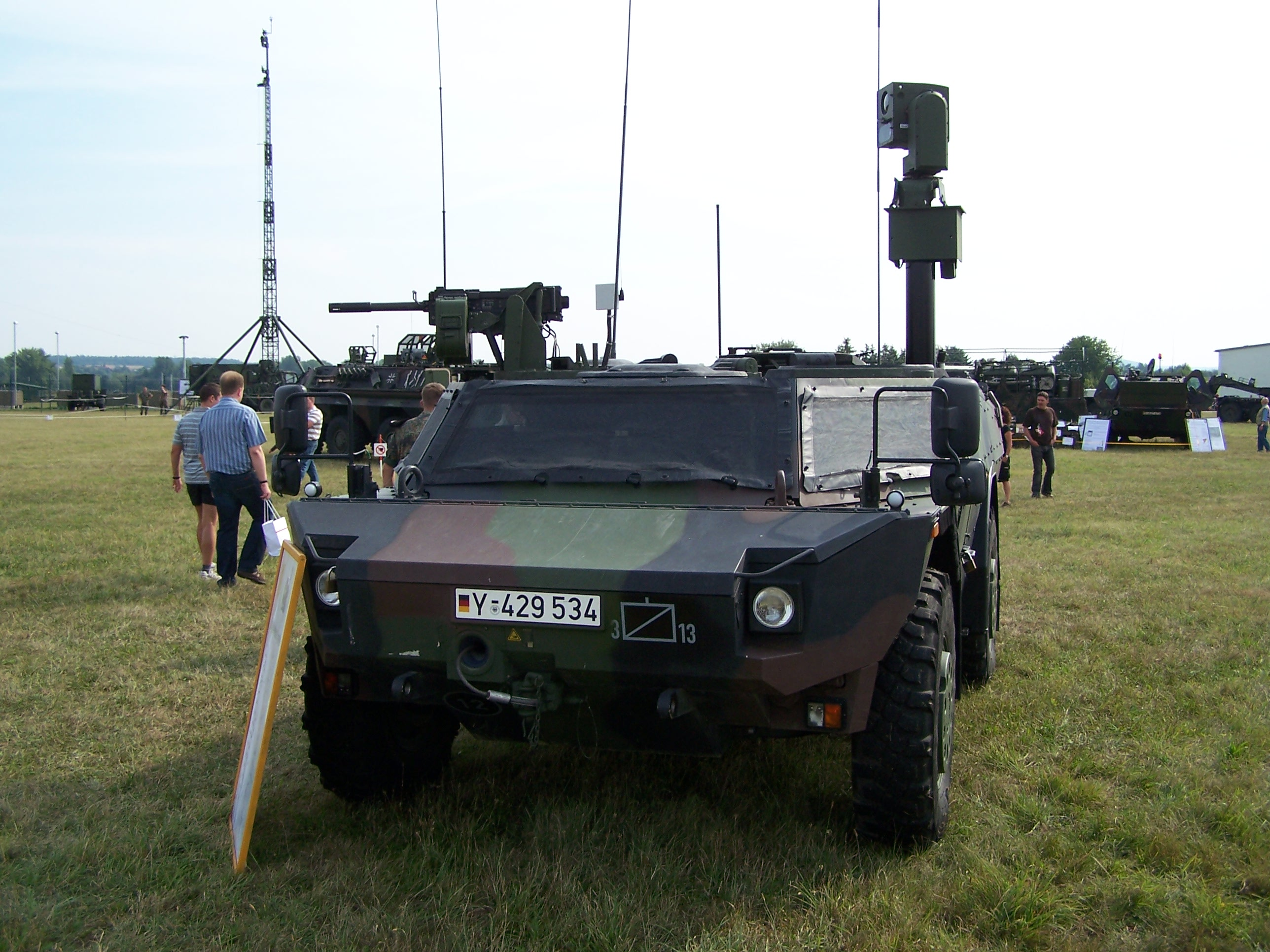
Fennek
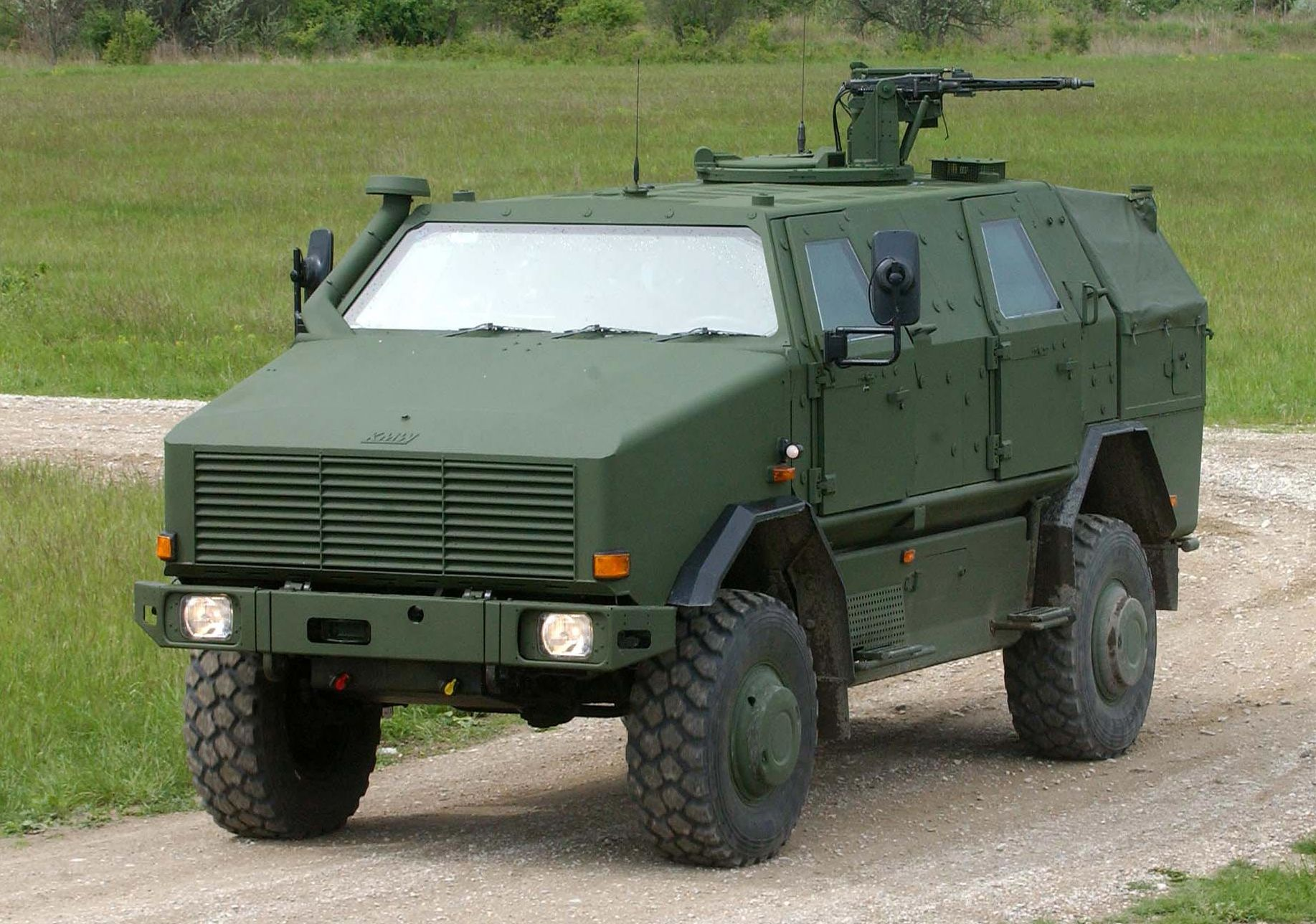
ATF Dingo 2
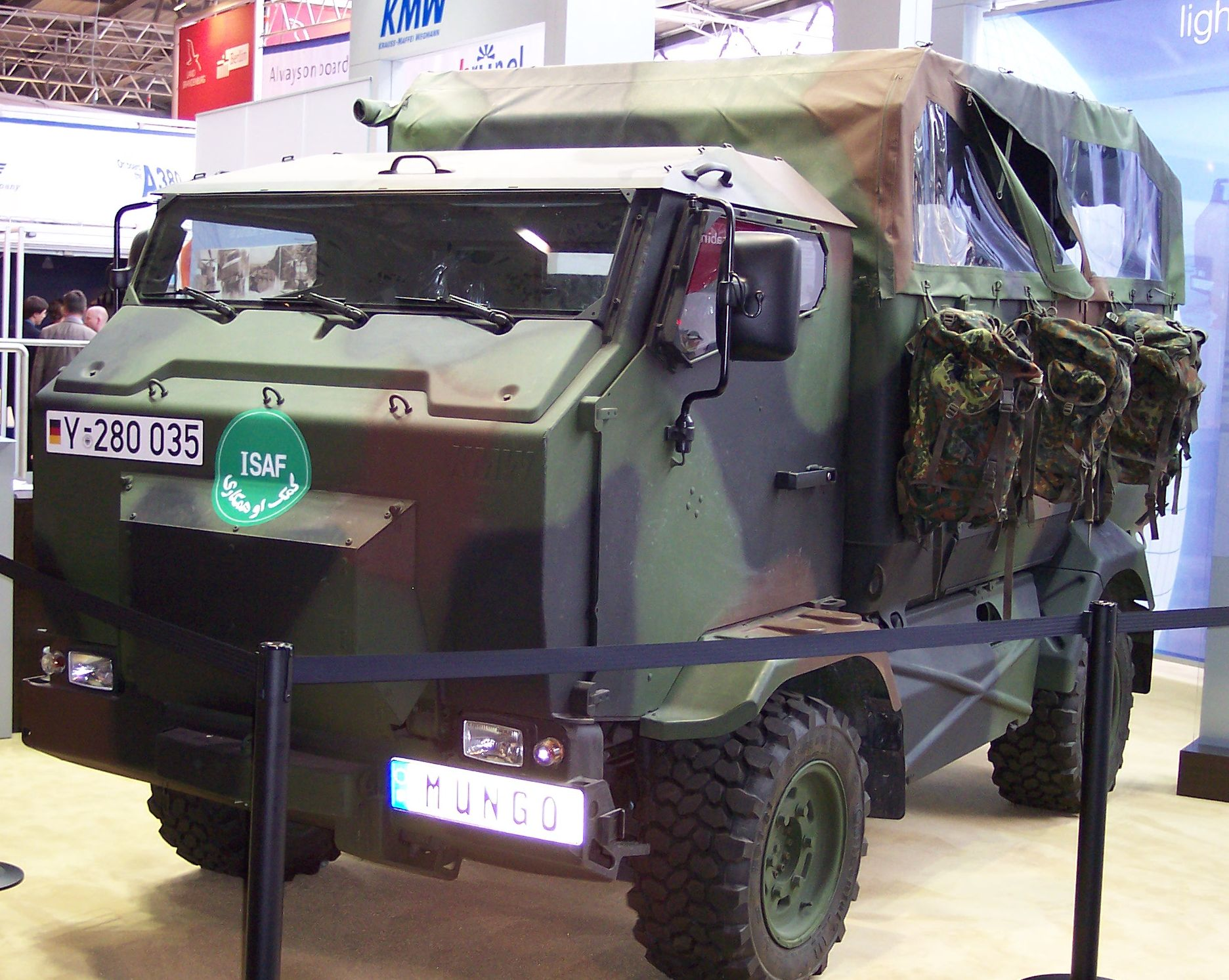
Mungo ESK